# Indywidualne Mistrzostwa Polski w Zapasach 1991

## Mistrzostwa Polski w Zapasach1991

### Mężczyźni
- styl wolny

44. Mistrzostwa Polski – x – x 1991, Kraśnik
- styl klasyczny

61. Mistrzostwa Polski – x – x 1991, Piotrków Trybunalski

## Medaliści

### Mężczyźni

#### Styl wolny
| Kategoria: | Złoto:                               | Srebro:                                  | Brąz:                                |
| 48 kg      | Stanisław Szostecki Stal Rzeszów     | Edward Szałęga Stal Rzeszów              | Piotr Kurowski Boruta Zgierz         |
| 52 kg      | Jan Falandys Stal Rzeszów            | Marek Janiszewski Budowlani Koszalin     | Andrzej Niedbała Orzeł-WAM Łódź      |
| 57 kg      | Dariusz Grzywiński Grunwald Poznań   | Piotr Atłasik Budowlani Koszalin         | Tadeusz Kowalski Włodawianka Włodawa |
| 62 kg      | Jan Krzesiak Slavia Ruda Śląska      | Grzegorz Atłasik Budowlani Koszalin      | Andrzej Kaczmarczyk Czeczott Wola    |
| 68 kg      | Dariusz Czarnecki Start Krasnystaw   | Grzegorz Zieliński LKS Ceramik Krotoszyn | Artur Albinowski Orzeł-WAM Łódź      |
| 74 kg      | Zbigniew Strzelczyk Gwardia Warszawa | Krzysztof Walencik Czeczott Wola         | Tadeusz Solecki Stal Rzeszów         |
| 82 kg      | Robert Kostecki AZS-AWF Warszawa     | Józef Niemiec Gwardia Warszawa           | Ryszard Strzałka Slavia Ruda Śląska  |
| 90 kg      | Marek Garmulewicz Slavia Ruda Śląska | Władysław Dziura Slavia Ruda Śląska      | Piotr Truchan Budowlani Koszalin     |
| 100 kg     | Jerzy Nieć Tęcza Kraśnik             | Tadeusz Adamski Stal Rzeszów             | Andrzej Radomski Budowlani Koszalin  |
| 130 kg     | Tomasz Kupis Boruta Zgierz           | Ryszard Krupa Stal Rzeszów               | Jerzy Owerczuk Gwardia Warszawa      |

#### Styl klasyczny
| Kategoria: | Złoto:                                        | Srebro:                               | Brąz:                                            |
| 48 kg      | Mirosław Romanowski Siła Mysłowice            | Jarosław Pyzara Orzeł Wierzbica       | Grzegorz Małkowski Spójnia Gdańsk                |
| 52 kg      | Dariusz Piaskowski Zagłębie Wałbrzych         | Harald Foerster GKS Katowice          | Dariusz Kucharski Cement Gryf Chełm              |
| 57 kg      | Stanisław Pawłowski Zagłębie Wałbrzych        | Robert Banaś GKS Katowice             | Andrzej Olszynka GKS Katowice                    |
| 62 kg      | Włodzimierz Zawadzki Legia Warszawa           | Danek Konarzewski Zagłębie Wałbrzych  | Ryszard Matysko Cement Gryf Chełm                |
| 68 kg      | Piotr Troczyński Zagłębie Wałbrzych           | Ryszard Wolny Unia Racibórz           | Andrzej Kołodziejczyk Siła Mysłowice             |
| 74 kg      | Jarosław Siuj GKS Katowice                    | Mariusz Przygoda GKS Katowice         | Zdzisław Kolanek Piotrcovia Piotrków Trybunalski |
| 82 kg      | Piotr Stępień Piotrcovia Piotrków Trybunalski | Henryk Topór Zagłębie Wałbrzych       | Krzysztof Tarasiuk GKS Katowice                  |
| 90 kg      | Radosław Turkot Legia Warszawa                | Jacek Fafiński Legia Warszawa         | Marek Kraszewski Śląsk Wrocław                   |
| 100 kg     | Andrzej Wroński Legia Warszawa                | Paweł Rozenbajger GKS Katowice        | Tadeusz Zalewski Legia Warszawa                  |
| 130 kg     | Jerzy Choromański GKS Katowice                | Bogusław Dąbrowski Zagłębie Wałbrzych | Jerzy Gryc Zagłębie Wałbrzych                    |